# Колтоновська Олена Олександрівна
Олена Олександрівна Колтоновська, уроджена Сасько (рос. Елена Александровна Колтоновская (Сасько); *22 грудня 1870 — † грудень1952, село Великі Будки, Сумська область) — російська письменниця, журналістка, літературний критик.
В 1896 році закінчила Вищі жіночі курси в Санкт-Петербурзі. З 1899 року публікувала критичні та театральні статті в «Новинах», «Північному Кур'єрі», «Освіті», «Нашому Житті», «Віснику і Бібліоцеці Самоосвіти» (де опублікувала ряд інших літературних портретів жінок-письменниць) та в інших періодичних виданнях.
Була членкинею релігійно-філософської общини.

### Сім'я
Чоловік — Андрій Павлович Колтоновський (20.07.1862— 06.01.1939), поет, перекладач.

## Творчість
Ім'я Олени Колтановської пов'язане з розробкою теорії «неореалізму» в Росії, творцем, розробницею та невтомною пропагандисткою вона була протягом 1907—1917 років.
Вона зробила значний вклад в розробку принципів та відмінних особливостей жіночої літературної творчості. Була одною з найосвіченіших жінок Росії того часу. Писала ґрунтовні статті, в яких аналізувала творчість російських письменників Максима Горького, Олександра Купріна, Івана Буніна, Олександра Серафимовича, Олексія Толстого, Антона Чехова, Леоніда Андреєва, польської письменниці Елізи Ожешко. У журналі «Киевская старина» була надрукована стаття «Сучасний малоросійський театр» (Лист із Петербурга з приводу гастролей Марії Заньковецької та Марка Кропивницького), яка свідчить про її інтерес до долі української культури. Олена Олександрівна не скільки аналізує гру малоросійської трупи за участю двох корифеїв сцени, скільки визначає особливості «виключно народного» театру. Вона знала і високо цінувала драматургію Панаса Мирного, Івана Карпенка-Карого, Михайла Старицького, Марка Кропивницького. Останнього вважала «батьком малоросійського театру». Про Марію Заньковецьку письменниця відгукується, як про «артистку натхненну, глибоко внутрішню артистку», називає її «світлою зорею», «гордістю», порівнює з італійкою Елеонорою Дузе. Водночас Колтоновська відзначає упереджене ставлення солідних театралів до малоросійського театру. Олена Олександрівна вважала, що для розвитку театру необхідне відкриття «вищих правильно організованих драматичних курсів», «визначення постійного місцеперебування малоросійського театру.» Відома також її стаття «Спадкоємці Саніна» (аналіз творів В.Винниченка), рецензії на книги М.Коцюбинського. У 1911 році до 50-річчя з дня смерті українського поета О. О. Колтоновська написала статтю «Т. Г. Шевченко», в якій писала: «У потомстві Шевченко спорудив собі непохитний пам'ятник, і до нього не обірветься духовне пілігримство його співвітчизників і всіх, кому дорогі краса, благородство і сила людського генія». Олена Олександрівна звертала увагу на неповторні барви, простоту і ясність, народність творів Тараса Шевченка. Вона стверджувала, що «Кобзар» зрозумілий і доступний навіть тим читачам, які не володіють в достатній мірі українською мовою.
В радянські часи працювала в держвидаві, читала лекції в Ленінградському Будинку вчених імені Максима Горького, була членкинею літературної секції Ленінградської спілки письменників. Писала літературні спогади (не закінчені).

### Вибрані твори
- Жінка в драмах Ібсена — (1901, стаття)
- Шляхи та настрої молодої літератури — стаття
- Нове Життя (1910)
- Брюсов про жінку — (1911, стаття)
- Жіночі силуети (1912)
- Критичні етюди (1912)
- Анна Мар. Жінка на хресті // Речь. (1916)
- Загальна характеристи епохи (від Чехова до революції) (середина 1920-х років, рукопис)
- Повість «Заворожений хутір»

## Адреса
- 1914—1917 — Петербург / Петроград, Тучкова наб., д. 14, кв. 2[1].